# Centro Português de Cinema
O Centro Portugues de Cinema  (CPC) foi a primeira cooperativa de cinema em Portugal. Fundada em 1969, a par de António da Cunha Telles, produziu entre 1970 e 1976 uma parte significativa dos filmes do chamado Novo Cinema e ainda alguns filmes de Manoel de Oliveira que, com O Passado e o Presente (1971), o primeiro filme produzido pela cooperativa, retomava a sua actividade de realizador, depois de vários anos de paragem.
O CPC está intimamente relacionado com o movimento do Novo Cinema em Portugal.

## Antecedentes
O Estúdio Universitário de Cinema Experimental da Mocidade Portuguesa, instituição vinculada ao regime em que António da Cunha Telles dava cursos de cinema no início dos anos sessenta, era frequentado por jovens cinéfilos que nutriam a esperança de um dia poderem fazer filmes e que, perante a inexistência de outra formação, decidiram aproveitar o que lhes era oferecido.
Visto não existirem em Portugal escolas de cinema, a Fundação Calouste Gulbenkian decidiu, em 1961, conceder bolsas de estudo no estrangeiro aos candidatos que pretendessem formação mais séria. Durante um período de cerca de sete anos várias bolsas foram atribuídas a jovens que, mais cedo ou mais tarde, viriam a desenvolver uma actividade profissional regular. António Pedro Vasconcelos (1961), António Campos (1961), Alberto Seixas Santos (1963), Manuel Guimarães (1963), João César Monteiro (1963), Sá Caetano (1963), Alfredo Tropa (1963), António Escudeiro (1963), Teixeira da Fonseca (1964), Manuel Costa e Silva (1966), Elso Roque (1967), João Matos Silva (1968), foram os contemplados, já iniciados por António da Cunha Telles.
Entretanto, com fundos recolhidos pela Cooperativa do Espectador, associada à revista Imagem, de que era director, José Ernesto de Sousa realizava o primeiro filme da nova geração: Dom Roberto (1962). António da Cunha Telles fundava as Produções Cunha Telles e produzia a segunda obra da geração do cinema novo, Os Verdes Anos (1963), de Paulo Rocha. Produziria ainda Belarmino (1964), de Fernando Lopes, Sete Balas para Selma e Domingo à Tarde (1965), de António de Macedo. Investindo fundos pessoais na produção desses filmes e não conseguindo recuperar os capitais aplicados, viu-se perante situações de falência e decidiu cessar as actividades. Conseguiu no entanto realizar um filme da sua autoria com outro produtor e obter o sucesso (O Cerco – 1969) que outros não tinham alcançado.
O velho cinema, que já nos anos cinquenta dava sinais de fadiga, esmorecia. Encontrava-se o cinema português num beco sem saída. As tentativas dos jovens cineastas que desde então procuravam romper o bloqueio eram apostas isoladas, propensas ao desastre por falta de apoios financeiros e de estruturas adequadas de produção e distribuição. A indiferença do público pelas obras destes jovens, o recuo do movimento cineclubista e a pressão da censura exercida pelo Estado Novo agravavam a situação. Vários cineastas e cinéfilos foram perseguidos e presos: José Fonseca e Costa, Vasco Granja, José Manuel Castello Lopes, Manoel de Oliveira entre muitos outros.
Erguendo o estandarte de um cinema pela arte, alguns desses jovens fizeram-se ouvir: se a Fundação Calouste Gulbenkian apoiava a sua formação, subsidiava o ballet, o teatro e literatura, por que não deveria ela apoiar também o cinema? Dois dos cineastas com razões fortes para se fazerem ouvir foram Fernando Lopes e Paulo Rocha. A ideia foi apoiada por jornalistas e críticos de cinema. Uma boa parte desses intelectuais, estudantes universitários e resistentes antifascistas, juntamente com outra intelectualidade, reunia-se no início dos anos sessenta no café VáVá

,situado no cruzamento da Avenida de Roma com a avenida Estados Unidos da América, em Lisboa, no bairro de Alvalade, local próximo da sede da cooperativa.

## O Ofício do Cinema em Portugal
Não sem alguma hesitação, a Fundação cedeu. Azeredo Perdigão, o seu responsável, dispôs-se a estudar uma solução. A consciência da necessidade de formar públicos para o novo cinema aliava-se à de criar estruturas viáveis de produção. O Cine-Clube do Porto candidatou-se entretanto a um subsídio para a realização de uma "Semana de Estudos sobre o Novo Cinema Português" em Dezembro de 1967. O pedido foi aceite e a Gulbenkian sugeriu que nos encontros fosse dedicada uma das sessões à discussão sobre o modo em como poderia intervir. Dessa reunião saiu um primeiro documento, O Ofício do Cinema em Portugal e o compromisso por parte dos cineastas presentes de elaborar um relatório minucioso sobre o estado do cinema no país que justificasse o apoio da Fundação. Esse relatório deveria ser entregue no prazo de três meses. Seria um diagnóstico completo, com estatísticas, sobre a situação da produção, distribuição, e exibição de filmes.
A reunião teve lugar no Porto a 3 de Dezembro de 1967. A Gulbenkian enviou um representante seu, Carlos Wallenstein. As conclusões do encontro apontavam para a criação de uma cooperativa de cinema que agregasse todos os novos cineastas empenhados na realização de filmes. O relatório foi entregue dentro do prazo.
Foi criada a cooperativa em 1969, com os seguintes sócios fundadores: António Pedro Vasconcelos, António de Macedo, Alberto Seixas Santos, Alfredo Tropa, Artur Ramos, Fernando Lopes, Fernando Matos Silva, Gérard Castello-Lopes, José Ernesto de Sousa, José Fonseca e Costa, Manuel Costa e Silva, Manuel Faria de Almeida, Manoel de Oliveira, Manuel Ruas, Paulo Rocha. Juntaram-se-lhes depois os técnicos Acácio de Almeida, Elso Roque e António Escudeiro, que tinham sido convidados para colaborar na redação do relatório.
Decidia-se entretanto sobre o modo de gerir os financiamentos. Por sugestão de Alberto Seixas Santos, representante dos realizadores numa reunião com a Gulbenkian, e com a concordância de Azeredo Perdigão, João Bénard da Costa, que era já um colaborador regular da Fundação, foi escolhido para gerir os assuntos de cinema e controlar os fundos que viessem a ser atribuídos à futura cooperativa.
Definiria ele mais tarde os cooperantes como "um grupo heteróclito, de tendências estéticas diversas, mas com um núcleo sólido (Paulo Rocha, Fernando Lopes, António de Macedo, José Fonseca e Costa, Alberto Seixas Santos, António Pedro Vasconcelos) com apetência e capacidade de poder". Três dos jovens representativos do movimento ficaram porém de fora por motivos “justificados”: António da Cunha Telles, vítima do fracasso financeiro das suas produções, João César Monteiro, o enfant terrible, provocatório nas ideias que sustentava e nas críticas que fazia, António Campos, amador e autodidata. Os três seriam no entanto aceites como sócios em 1972.
Das primeiras obras do Novo Cinema, não produzidas pelo CPC, são especiais os filmes  Nojo aos Cães, de António de Macedo (1969), O Cerco , de António da Cunha Telles (1969) e Uma Abelha na Chuva , de Fernando Lopes (1971), os «três filmes do desespero», na expressão de José de Matos-Cruz, filmes produzidos com orçamentos mínimos, com fundos pessoais, empréstimos de material e com a ajuda de amigos. Em suma, os filmes novos dos velhos tempos, que lhes dão um especial sabor. 

## Produção
Os fundos da Gulbenkian deveriam suprir a "um mínimo de quatro longas-metragens por ano". Em 1970 foram produzidos os primeiros filmes: O Passado e o Presente de Manoel de Oliveira, O Recado de José Fonseca e Costa, Pedro Só de Alfredo Tropa e Perdido por Cem de António Pedro Vasconcelos.
A consagração da iniciativa teve lugar na antestreia do primeiro filme produzido, O Passado e o Presente de Manoel de Oliveira, com pompa e circunstância. O evento assinala o início das actividades da cooperativa e sobretudo o regresso do já veterano cineasta, que desde 1965 não dera nenhum filme a ver.
A sessão teve lugar no Grande Auditório da Fundação, com a sala cheia e com a honrosa presença do Presidente da República Américo Thomaz, acompanhado por ilustres figuras do Governo. Ficava assim sarada a ferida deixada na honra da nação por a Fundação ter assumido uma competência do Estado, ao financiar o cinema nacional.
A actividade do Centro Português de Cinema terminou em 1978. O grupo de cooperantes era constituído por várias pessoas de tendências, convicções e gostos diferentes. Os interesses pessoais, o alinhamento em processos e tácticas que favoreciam uns e prejudicavam outros, as disputas na dicotomia arte ou indústria, enfim incontornáveis desentendimentos contribuíram para o fim da cooperativa.
A mais imediata consequência desse desmembramento, à medida que os cineastas iam saindo, foi a criação de novas cooperativas ou pequenas empresas, constituídas por dissidentes que se agrupavam por convergência de interesses com novos cineastas que emergiam com a Revolução dos Cravos e a cujos projectos se associavam alguns técnicos de cinema. 
As primeiras cooperativas formadas nesse contexto foram a Cinequipa (Fernando Matos Silva, João Matos Silva e José Nascimento) e a Cinequanon (António de Macedo e Luís Galvão Telles). António Pedro Vasconcelos resolveu entretanto atrair Paulo Branco, que fazia pela vida em Paris e que por lá tinha alguns bons conhecimentos, e ambos abriram a V.O. Filmes, empresa em que Paulo Branco faria o seu primeiro filme como produtor: Oxalá (1980), do seu sócio A. P. V. Será esta empresa a produtora mais activa no cinema de ficção do pós 25 de Abril de 1974. Com ela iniciou Paulo Branco a sua vasta carreira de produtor, apostando em Manoel de Oliveira (Francisca), João César Monteiro (Silvestre) e no jovem acabado de sair da Escola de Cinema do Conservatório Nacional, João Botelho (Conversa Acabada), todos filmes produzidos em 1981 e todos eles marcados por uma acentuada forma teatral, típica do cinema de Oliveira.
Aqueles que, saídos da cooperativa não se agruparam, tal como outros produtores e realizadores independentes, teriam maior dificuldade em levar a cabo os seus projectos e prosseguir na profissão. Os financiamentos passariam a ser inteiramente decididos por júris, muitas vezes de critérios dúbios e contestados, nomeados pelo Instituto Português de Cinema (IPC).

### Filmografia
- 1971 – O Passado e o Presente – Manoel de Oliveira
- 1971 – Pedro Só – Alfredo Tropa
- 1972 – Perdido por Cem – António Pedro Vasconcelos
- 1972 – A Promessa (1972) – António de Macedo
- 1973 – Fragmentos de um Filme Esmola – João César Monteiro
- 1973 – O Mal Amado – Fernando Matos Silva
- 1974 – Benilde ou a Virgem Mãe – Manoel de Oliveira
- 1974 – Brandos Costumes – Alberto Seixas Santos
- 1974 – Meus Amigos – António da Cunha Telles
- 1975 – Cantigamente, série de seis episódios para a RTP (vários autores)
- 1976 – Ma Femme Chamada Bicho – José Álvaro de Morais
- 1976 – Máscaras – Noémia Delgado
- 1976 – Nós por cá todos bem – Fernando Lopes
- 1976 – Trás-os-Montes – António Reis e Margarida Cordeiro
- 1977 – Antes do Adeus – Rogério Cetil
- 1978 – Amor de Perdição – Manoel de Oliveira